# Мадридська конференція (1991)
Мадридська мирна конференція за участі представників Ізраїлю, палестинців та арабських країн відбувалась 30 жовтня — 1 листопада 1991 року за спільною ініціативою США та СРСР з ООН як спостерігачем. Метою конференції було досягнення упродовж року угод про тимчасове врегулювання арабо-ізраїльського конфлікту, зокрема, угод про палестинське самоврядування, а упродовж п'яти років — угод про постійне врегулювання на базі Резолюцій 242 та 338 Ради Безпеки ООН. Конференція не досягнула бажаних результатів, але невдовзі після неї розпочались таємні двосторонні ізраїльсько-палестинські перемовини, що призвели до підписання угод в Осло.

## Підготовка
Після завершення війни у Перській затоці та звільнення Кувейту від іракської окупації у лютому 1991 року адміністрація президента США Джорджа Буша почала інтенсивну підготовку до арабо-ізраїльських мирних перемовин. За вісім місяців, починаючи з березня 1991 року, регіон неодноразово відвідував держсекретар Джеймс Бейкер. У межах тих візитів були вироблені деякі попередні умови, зокрема, що перемовини будуть багатосторонніми (всупереч бажанню Ізраїлю вести перемовини з окремими арабськими країнами у розрахунку на більш легкий їх перебіг) і що палестинців не буде представляти на них Організація визволення Палестини (відповідно до вимог Ізраїлю представники палестинців були обрані з числа осіб, які регулярно проживали на Західному березі Йордану й у секторі Гази, хоч насправді делегація підтримувала постійний контакт з ОВП через неофіційний «координаційний комітет» у Мадриді, серед шести членів якого були відомі діячі ОВП Ханан Ашрауї та Фейсал Хусейні, а також ідеолог Першої інтифади Сарі Нусейбе). У тій човниковій дипломатії також брав активну участь міністр закордонних справ СРСР Олександр Бессмертних, який зокрема став першим радянським міністром закордонних справ в історії, хто відвідав Ізраїль.

## Перебіг конференції
У перший день конференції з промовами виступили:
- прем'єр-міністр Іспанії Феліпе Гонсалес
- президент США Джордж Буш
- президент СРСР Михайло Горбачов
- міністр закордонних справ Нідерландів Ханс ван ден Брук, який представляв делегацію Європейського Союзу
- міністр закордонних справ Єгипту Амр Муса

У другий день з промовами виступили представники країн-учасниць конференції:
- прем'єр-міністр Ізраїлю Іцхак Шамір
- міністр закордонних справ Йорданії Камель Абу Джабер
- глава палестинської делегації Хайдар Абдель Шафії
- міністр закордонних справ Лівану Фарес Буез
- міністр закордонних справ Сирії Фарук Шараа

У третій день конференції голови делегацій, міністр закордонних справ Єгипту, держсекретар США, міністри закордонних справ СРСР і Нідерландів виступили з заключними промовами.
Частина промов була витримана в агресивному тоні: зокрема, у своїй заключній промові Іцхак Шамір звинуватив Сирію в наданні покровительства терористичним організаціям та пригніченні місцевої єврейської громади, а Фарук Шараа звинуватив Ізраїль та особисто прем'єр-міністра Шаміра в тероризмі та спонуканні екстремістів до замаху на святині ісламу та заявив, що список злочинів Ізраїлю може зайняти цілі томи і для нього не вистачить місця у 15-хвилинній промові.

## Підсумки і наслідки
Мадридська конференція, хоч і не принесла прямих практичних результатів, мала значення, оскільки саме на ній всі сторони фактично погодились з принципом «території в обмін на мир» (або, як його визначив палестинський політик Мунтасер Абу Зейд, «справедливість в обмін на безпеку»), закладеному в Резолюціях 242 і 338, на противагу позиції уряду Шаміра, яку можна охарактеризувати як «мир в обмін на мир», а арабські країни, слідом за Єгиптом, погодились вести прямі перемовини з Ізраїлем, тим самим визнавши у єврейській державі рівного партнера.
Після завершення конференції, 3 листопада, почались прямі двосторонні перемовини між Ізраїлем та сусідніми арабськими державами. Загалом у Вашингтоні було проведено понад 12 раундів перемовин, причому перший з них пішов на з'ясування питання про те, чи мають палестинці бути представлені самостійною делегацією; багато з наступних раундів також були присвячені процедурним питанням та обміну меморандумами, що виключали один одного. Найбільшого прогресу було досягнуто на ізраїльско-йорданських двосторонніх перемовинах, що завершились підписанням мирного договору 1994 року, вже після укладення угод в Осло між Ізраїлем та палестинцями.
У січні 1992 року у Москві почались багатосторонні перемовини з ключових питань, що стосувались усього регіону: водних ресурсів та екології, проблеми біженців, контролю за озброєнням, аспектами регіонального економічного розвитку. Кожною темою займався окремий міжнародний форум. Багатосторонні перемовини, що відбувались на різних майданчиках (Оттава, Відень, Брюссель), тривали до середини 1993 року й потім були відновлені 2000 року у новому форматі.